# Синдала

## Синдала — роскошный островной курорт

### Общая информация
Синдала — элитный курортный остров в провинции Табук, входящий в проект NEOM. Общая площадь территории составляет 840 000 м².

### Инфраструктура и развлечения
- Гостиничный комплекс: 413 роскошных номеров и 333 апартамента
- Рестораны: 38 заведений, включая 12 ресторанов под управлением шеф-поваров со звездой Мишлен
- Торговая зона: более 51 бутика люксовых брендов
- Спорт и отдых:
  - Поле для гольфа
  - Спа-центр
  - Спортивный клуб
  - Яхтенный порт на 85 причалов

### Особенности курорта
- Яхтенный порт: возможность размещения суперяхт длиной до 550 футов
- Экосистема: богатая морская фауна, включая более 1100 видов рыб и 300 видов кораллов
- Дизайн: концепция роскошной курортной деревни, интегрированной в природную среду

### Экономическое значение
- Рабочие места: создание 3500 вакансий
- Туристический потенциал: планируется прием до 2400 гостей ежедневно
- Инвестиции: стоимость проекта составила около 4 миллиардов долларов

### Расположение
Остров находится в стратегически важной точке, обеспечивающей удобный доступ как из Европы, так и из стран Персидского залива. Время пути от основных средиземноморских яхтенных направлений составляет 17 часов.
1. ↑  Grek. [<a href='https://example.com'>projectkyrort</a> Синдала] (рус.). Luxury Island Resort (15 августа 2025).